# پرکام
پرکام (به آلمانی: Perkam) یک شهر در آلمان است که در بایرن واقع شده‌است.

## خصوصیات
پرکام ۱۴٫۲۲ کیلومترمربع مساحت دارد ۳۶۰ متر بالاتر از سطح دریا واقع شده‌است.